# ایماگو

آخرین پوست اندازی یک زنجره و ظهور ایماگو بالدار

ایماگو (به انگلیسی: Imago) در زیست‌شناسی حشره کامل یا حشره بالغ است و آخرین مرحله یک حشره در روند رشد و دگردیسی آن است. به این مرحله، مرحله ایماجینال (به انگلیسی: imaginal stage) یا مرحله قابل مشاهده نیز گفته می‌شود که در آن حشرات به بلوغ می‌رسند.